# Taconafide
Taconafide – polska supergrupa wykonująca pop-rap i trap, złożona z raperów Taco Hemingwaya i Quebonafide. Duet wydał album studyjny Soma 0,5 mg i mixtape 0,25 mg, a także cztery single i dwa teledyski. W ramach promocji materiału raperzy odbyli trasę koncertową Ekodiesel Tour, obejmującą największe obiekty w Polsce, ponadto wystąpili na festiwalu Open’er Festival.

## Historia
Raperzy poznali się w 2015 roku, gdy Quebonafide zaproponował Taco Hemingwayowi dołączenie do swojej wytwórni płytowej, QueQuality. Taco odmówił, argumentując, że interesuje go tylko Asfalt Records. Mimo to, raperzy zaplanowali nagranie wspólnego utworu. We wrześniu 2017 roku Quebonafide zaplanował rezygnację z publikacji na portalach społecznościowych do momentu ukończenia albumu, co ogłosił publicznie 11 października. W lutym 2018 roku grupa dziennikarzy muzycznych i raper WSZ zdradzili w wywiadzie dla CGM-u, że według ich informacji raperzy nagrywają wspólny album. 11 marca Quebonafide opublikował w serwisie Instagram planszę do gry Go, która była jego pierwszym postem od czasu ogłoszenia przerwy, a dzień później Taco Hemingway udostępnił tę samą grafikę. 15 marca modelka Aleksandra Makiewicz zdradziła za pośrednictwem Instagrama, że dzień wcześniej wzięła udział w zdjęciach do teledysku raperów, którzy wkrótce wydadzą wspólny album.
16 marca odbyła się premiera „Art-B” – pierwszego singla Taco Hemingwaya i Quebonafide, działających pod nazwą Taconafide. Równocześnie została ogłoszona data premiery i tytuł albumu, a także rozpoczęła się jego przedsprzedaż, ponadto ujawnione zostały daty wspólnych koncertów. „Art-B” pobił rekord największej liczby odsłuchań w ciągu doby w serwisie streamingowym Spotify pośród polskich użytkowników. 22 marca został wydany drugi singel Taconafide, „Tamagotchi”, a także nagrany do niego teledysk. Dzięki utworowi raperzy pobili swój własny rekord w Spotify, ponadto ustanowili kolejny – największej liczby odsłuchań w ciągu tygodnia. Teledysk przez tydzień był najczęściej oglądalnym materiałem w serwisie YouTube na terenie Polski. Ponadto, piosenka zajęła pierwsze miejsca na listach przebojów między innymi Radia Eska i RMF Maxxx. 4 kwietnia ukazał się trzeci singel Taconafide, „Metallica 808”. Czwarty i ostatni singel duetu, „Kryptowaluty”, został wydany 9 kwietnia wraz z teledyskiem.

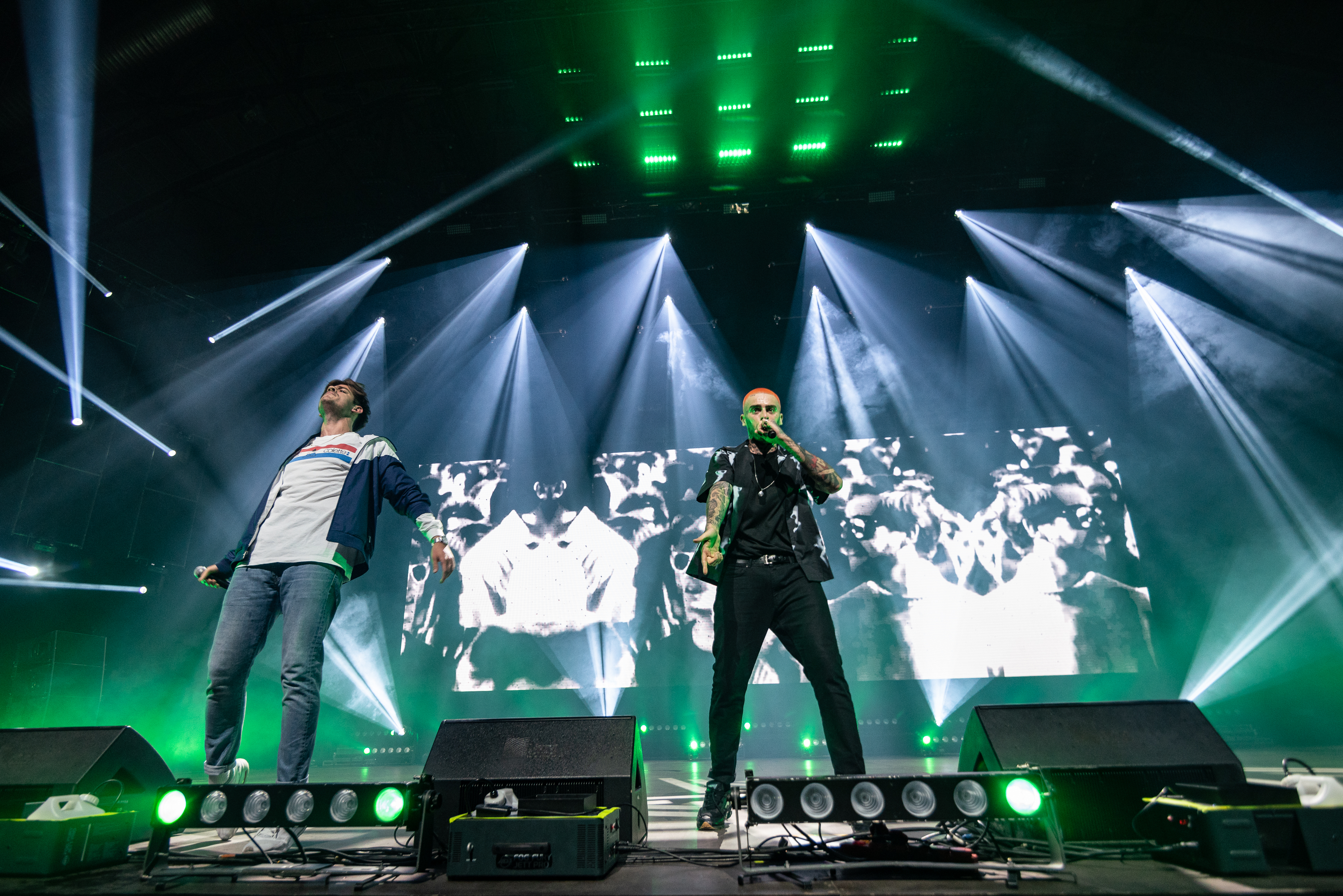
Taconafide podczas koncertu w Hali Torwar w Warszawie

13 kwietnia odbyła się premiera albumu studyjnego Soma 0,5 mg, wydanego przez założoną specjalnie dla duetu wytwórnię Taconafidex. W limitowanych wydaniach z przedsprzedaży wydawnictwo ukazało się w zestawie z mixtapem 0,25 mg, zawierającym dodatkowe utwory i remiksy piosenek z Somy 0,5 mg z udziałem gości. 23 kwietnia 0,25 mg został wydany w sprzedaży cyfrowej. Soma 0,5 mg zadebiutowała na pierwszym miejscu listy sprzedaży OLiS. Od 19 do 28 kwietnia raperzy odbyli trasę koncertową Ekodiesel Tour, obejmującą siedem miast w Polsce. Występy odbyły się w największych obiektach w kraju, takich jak Tauron Arena Kraków czy Atlas Arena. Koncert na Hali Torwar w Warszawie został wyprzedany w dwa tygodnie, zaś w Hali Arena w około cztery. Zdaniem dziennikarza portalu Newonce, trasa odniosła największy sukces komercyjny w historii polskiego rapu.
Soma 0,5 mg zajęła pierwsze miejsca w podsumowaniach sprzedaży za kwiecień i maj. 9 maja Związek Producentów Audio-Video przyznał albumowi certyfikat platynowej płyty, co odpowiada 30 tysiącom sprzedanych egzemplarzy na terenie Polski. 2 czerwca Taco Hemingway zagrał koncert w ramach festiwalu Orange Warsaw Festival w Warszawie. Na scenie dołączył do niego Quebonafide, z którym zaprezentował kilka wspólnych utworów. 4 lipca Soma 0,5 mg pokryła się podwójną platyną za 60 tysięcy sprzedanych egzemplarzy. Dwa dni później Taconafide wystąpili na festiwalu Open’er Festival w Gdyni, zapowiadając uprzednio, że będzie to ich ostatni koncert w duecie. Według medialnych relacji, raperzy zgromadzili kilkudziesięciotysięczną publiczność, porównywalną z największymi gwiazdami wieczoru, zespołem Gorillaz, a zarazem największą spośród polskich wykonawców w historii Open’era.
Soma 0,5 mg była najlepiej sprzedającym się albumem pierwszego półrocza 2018 roku na terenie Polski. 24 października ZPAV przyznał jej certyfikat potrójnej platyny, co odpowiada 90 tysiącom sprzedanych egzemplarzy. W podsumowaniu sprzedaży w Polsce w 2018 roku zajęła drugie miejsce, zaraz za Małomiasteczkowym Dawida Podsiadły. W całorocznych listach polskiego oddziału Spotify zajęła pierwsze miejsce w rankingu najczęściej słuchanych albumów, zaś „Tamagotchi” – pierwsze w zestawieniu najczęściej słuchanych utworów. Na liście najchętniej słuchanych wykonawców duet Taconafide zajął trzecie miejsce, zaś jako solowi artyści raperzy zajęli dwie pierwsze pozycje. Duet został ponadto nagrodzony Fryderykiem dla albumu roku hip-hop. Był także nominowany do Bestsellerów Empiku w kategorii Muzyka polska. 28 maja 2019 roku Soma 0,5 mg pokryła się poczwórną platyną za sprzedaż 120 tysięcy egzemplarzy. 2 października 2019 roku album uzyskał status diamentowej płyty za sprzedaż 150 tysięcy kopii.
4 maja 2020 roku duet Taconafide opublikował nagranie w ramach akcji Hot16Challenge, promującej zbiórkę funduszy na rzecz personelu medycznego w czasie pandemii COVID-19.
W 2025 Quebonafide zdradził w wywiadzie w programie Godzina Zero Kanału Zero, że Taconafide odrzucili propozycję bycia ghostwritterami dla południowokoreańskiej grupy k-popowej BTS.

## Dyskografia

### Albumy studyjne
| Rok  | Tytuł       | Informacje wydawnicze                                                                                        | Najwyższe pozycje na listach sprzedaży | Najwyższe pozycje na listach sprzedaży | Najwyższe pozycje na listach sprzedaży | Najwyższe pozycje na listach sprzedaży | Liczba sprzedanych egzemplarzy | Certyfikat ZPAV  |
| Rok  | Tytuł       | Informacje wydawnicze                                                                                        | OLiS                                   | OLiS str.                              | OLiS fiz.                              | OLiS win.                              | Liczba sprzedanych egzemplarzy | Certyfikat ZPAV  |
| ---- | ----------- | --- | -------------------------------------- | -------------------------------------- | -------------------------------------- | -------------------------------------- | ------------------------------ | ---------------- |
| 2018 | Soma 0,5 mg | - Data premiery: 13 kwietnia 2018 - Wytwórnia: Taconafidex - Nośniki: CD · digital download · streaming · LP | 1                                      | 4                                      | 25                                     | 2                                      | 150 000                        | diamentowa płyta |

### Mixtape’y
| Rok  | Tytuł   | Informacje wydawnicze                                                                                   | Najwyższe pozycje na listach sprzedaży | Najwyższe pozycje na listach sprzedaży |
| Rok  | Tytuł   | Informacje wydawnicze                                                                                   | OLiS                                   | OLiS str.                              |
| ---- | ------- | --- | -------------------------------------- | -------------------------------------- |
| 2018 | 0,25 mg | - Data premiery: 13 kwietnia 2018 - Wytwórnia: Taconafidex - Nośniki: CD · digital download · streaming | 44                                     | 20                                     |

### Single
| Rok                                                      | Tytuł                                                               | Najwyższe pozycje na listach przebojów | Najwyższe pozycje na listach przebojów | Najwyższe pozycje na listach przebojów | Najwyższe pozycje na listach przebojów | Najwyższe pozycje na listach przebojów | Najwyższe pozycje na listach przebojów | Najwyższe pozycje na listach przebojów | Najwyższe pozycje na listach przebojów | Najwyższe pozycje na listach przebojów | Album       |
| Rok                                                      | Tytuł                                                               | OLiS str.                              | airplay                                | LP3                                    | RMF FM                                 | RMF Maxxx                              | Eska                                   | RDC                                    | SLiP                                   | RP                                     | Album       |
| -------------------------------------------------------- | ------------------------------------------------------------------- | -------------------------------------- | -------------------------------------- | -------------------------------------- | -------------------------------------- | -------------------------------------- | -------------------------------------- | -------------------------------------- | -------------------------------------- | -------------------------------------- | ----------- |
| 2018                                                     | „Art-B”                                                             | –                                      | –                                      | –                                      | –                                      | –                                      | –                                      | –                                      | –                                      | –                                      | Soma 0,5 mg |
| 2018                                                     | „Tamagotchi” (wersja solowa lub remiks, gościnnie: Dawid Podsiadło) | 12                                     | 22                                     | 3                                      | 2                                      | 1                                      | 1                                      | –                                      | 1                                      | 1                                      | Soma 0,5 mg |
| 2018                                                     | „Metallica 808”                                                     | –                                      | –                                      | –                                      | –                                      | –                                      | –                                      | –                                      | –                                      | –                                      | Soma 0,5 mg |
| 2018                                                     | „Kryptowaluty”                                                      | –                                      | –                                      | –                                      | –                                      | –                                      | –                                      | 2                                      | –                                      | –                                      | Soma 0,5 mg |
| „–” oznacza, że singel nie był notowany na danej liście. |                                                                     |                                        |                                        |                                        |                                        |                                        |                                        |                                        |                                        |                                        |             |

### Inne notowane utwory
| Rok  | Tytuł                                  | Najwyższe pozycje na listach przebojów | Album   |
| Rok  | Tytuł                                  | OLiS str.                              | Album   |
| ---- | -------------------------------------- | -------------------------------------- | ------- |
| 2018 | „8 kobiet” (Remix) (gościnnie: Bedoes) | 80                                     | 0,25 mg |

### Teledyski
| Rok  | Tytuł          | Reżyseria         | Źr.    |
| ---- | -------------- | ----------------- | ------ |
| 2018 | „Tamagotchi”   | Krzysztof Grajper | [ 54 ] |
| 2018 | „Kryptowaluty” | Piotr Matejkowski | [ 55 ] |

## Trasa koncertowa
- Ekodiesel Tour (2018)

## Nagrody i nominacje
| Plebiscyt                    | Kategoria                              | Nominacja                                            | Rezultat    | Źr.    |
| ---------------------------- | -------------------------------------- | ---------------------------------------------------- | ----------- | ------ |
| Fryderyki 2019               | Album roku hip-hop                     | Soma 0,5 mg                                          | Wygrana     | [ 38 ] |
| Fryderyki 2019               | Przebój roku (nagroda publiczności)    | „Art-B”                                              | Nominacja   | [ 56 ] |
| Fryderyki 2019               | Przebój roku (nagroda publiczności)    | „Kryptowaluty”                                       | Nominacja   | [ 56 ] |
| Fryderyki 2019               | Przebój roku (nagroda publiczności)    | „Tamagotchi”                                         | Nominacja   | [ 56 ] |
| Fryderyki 2019               | Wydarzenie roku (nagroda publiczności) | Ekodiesel Tour                                       | Nominacja   | [ 56 ] |
| Bestsellery Empiku 2018      | Muzyka polska                          | Soma 0,5 mg                                          | Nominacja   | [ 39 ] |
| MTV Europe Music Awards 2018 | Najlepszy polski wykonawca             | Taconafide                                           | Nominacja   | [ 57 ] |
| Popkillery 2019              | Album roku                             | Soma 0,5 mg                                          | 3. miejsce  | [ 58 ] |
| Popkillery 2019              | Singiel roku                           | „Tamagotchi”                                         | 6. miejsce  | [ 59 ] |
| Popkillery 2019              | Teledysk roku                          | „Tamagotchi”                                         | 11. miejsce | [ 60 ] |
| Popkillery 2019              | Teledysk roku                          | „Kryptowaluty”                                       | 17. miejsce | [ 60 ] |
| Popkillery 2019              | Kooperacja roku                        | „8 kobiet” (z gościnnym udziałem Bedoesa)            | Wygrana     | [ 61 ] |
| Popkillery 2019              | Kooperacja roku                        | „Tamagotchi” (z gościnnym udziałem Dawida Podsiadły) | 10. miejsce | [ 61 ] |
| Popkillery 2019              | Wydanie roku                           | Soma 0,5 mg                                          | Wygrana     | [ 62 ] |
| Popkillery 2019              | Grupa/duet roku                        | Taconafide                                           | Wygrana     | [ 63 ] |